# Lagupie
Pour les articles homonymes, voir Gupie (homonymie).
Lagupie est une commune du Sud-Ouest de la France, située dans le département de Lot-et-Garonne, en région Nouvelle-Aquitaine.

## Géographie

### Localisation

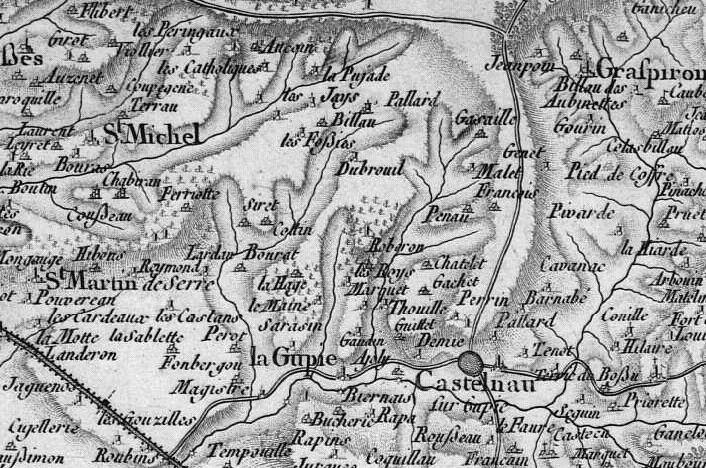
Carte de Cassini autour de Lagupie.

Commune de l'aire d'attraction de Marmande, en limite du département de la Gironde, sur la rivière de la Gupie, elle se trouve à 68 km au nord-ouest d'Agen, chef-lieu du département, à 9 km au nord-ouest de Marmande, chef-lieu d'arrondissement et à 18 km à l'ouest de Seyches, chef-lieu de canton.

### Communes limitrophes
Lagupie est limitrophe de cinq autres communes dont deux en Gironde.
Les communes limitrophes sont  Castelnau-sur-Gupie, Saint-Martin-Petit, Saint-Michel-de-Lapujade, Saint-Vivien-de-Monségur et Sainte-Bazeille.
| Saint-Michel-de-Lapujade (Gironde) | Saint-Vivien-de-Monségur (Gironde, sur 50 m) |                     |
| Saint-Martin-Petit                 | Lagupie                                      | Castelnau-sur-Gupie |
|                                    | Sainte-Bazeille                              |                     |

### Climat
Pour des articles plus généraux, voir Climat de la Nouvelle-Aquitaine et Climat de Lot-et-Garonne.
Historiquement, la commune est exposée à un climat océanique aquitain.  
En 2020, Météo-France publie une typologie des climats de la France métropolitaine dans laquelle la commune est exposée à un climat océanique et est dans la région climatique Aquitaine, Gascogne, caractérisée par une pluviométrie abondante au printemps, modérée en automne, un faible ensoleillement au printemps, un été chaud (19,5 °C), des vents faibles, des brouillards fréquents en automne et en hiver et des orages fréquents en été (15 à 20 jours).
Pour la période 1971-2000, la température annuelle moyenne est de 13,1 °C, avec une amplitude thermique annuelle de 15,3 °C. Le cumul annuel moyen de précipitations est de 792 mm, avec 11,1 jours de précipitations en janvier et 6,4 jours en juillet. Pour la période 1991-2020, la température moyenne annuelle observée sur la station météorologique la plus proche, située sur la commune de Saint-Sulpice-de-Pommiers à 22 km à vol d'oiseau, est de 13,8 °C et le cumul annuel moyen de précipitations est de 764,8 mm,. Pour l'avenir, les paramètres climatiques de la commune estimés pour 2050 selon différents scénarios d’émission de gaz à effet de serre sont consultables sur un site dédié publié par Météo-France en novembre 2022.

## Urbanisme

### Typologie
Au 1er janvier 2024, Lagupie est catégorisée commune rurale à habitat dispersé, selon la nouvelle grille communale de densité à sept niveaux définie par l'Insee en 2022.
Elle appartient à l'unité urbaine de Marmande, une agglomération inter-départementale regroupant dix  communes, dont elle est une commune de la banlieue,,. Par ailleurs la commune fait partie de l'aire d'attraction de Marmande, dont elle est une commune de la couronne,. Cette aire, qui regroupe 48 communes, est catégorisée dans les aires de 50 000 à moins de 200 000 habitants,.

### Occupation des sols

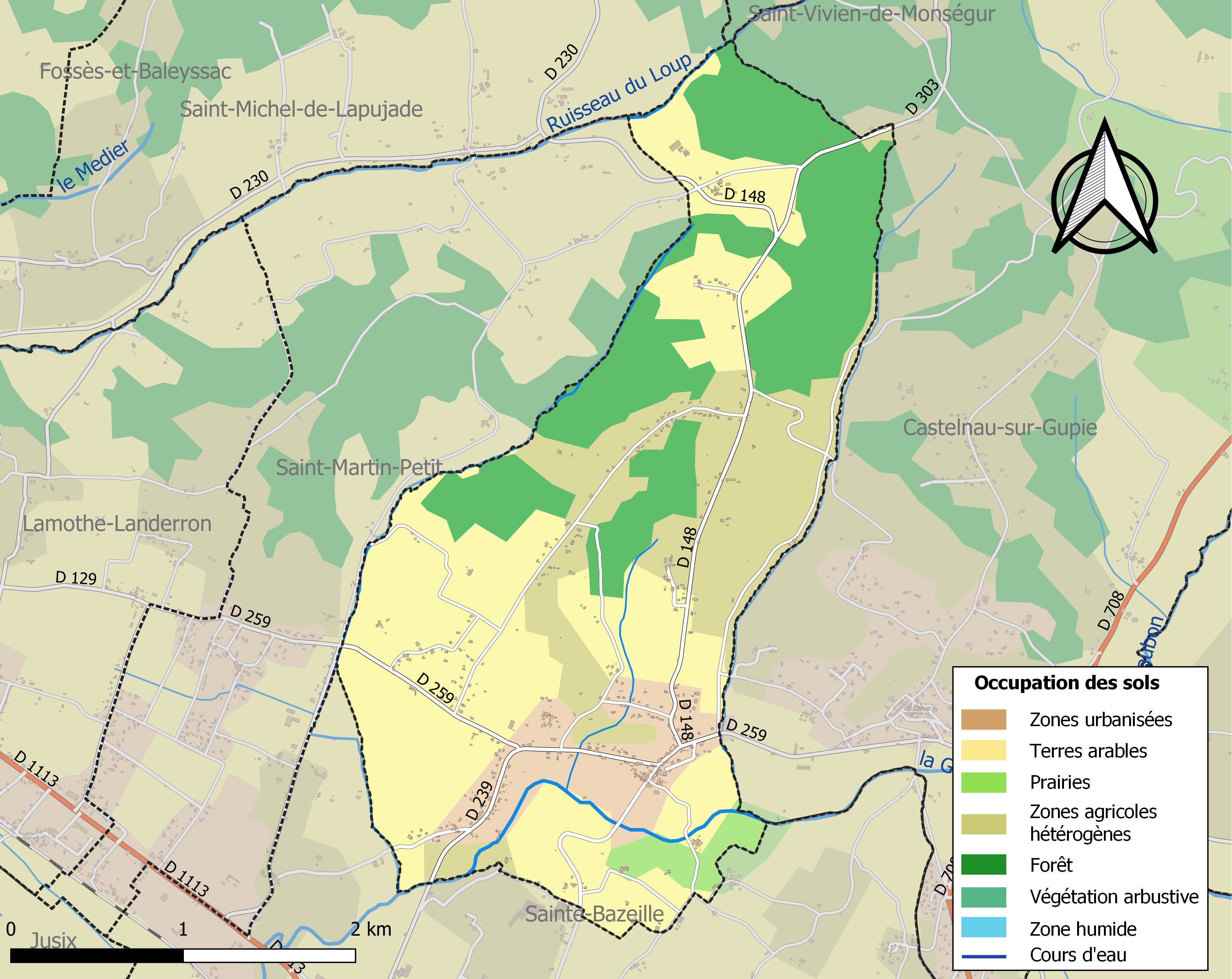
Carte des infrastructures et de l'occupation des sols de la commune en 2018 (CLC).

L'occupation des sols de la commune, telle qu'elle ressort de la base de données européenne d’occupation biophysique des sols Corine Land Cover (CLC), est marquée par l'importance des territoires agricoles (65,6 % en 2018), en diminution par rapport à 1990 (74,8 %). La répartition détaillée en 2018 est la suivante :
terres arables (36,7 %), forêts (25,2 %), zones agricoles hétérogènes (21,2 %), zones urbanisées (9,2 %), cultures permanentes (5,3 %), prairies (2,3 %). L'évolution de l’occupation des sols de la commune et de ses infrastructures peut être observée sur les différentes représentations cartographiques du territoire : la carte de Cassini (XVIIIe siècle), la carte d'état-major (1820-1866) et les cartes ou photos aériennes de l'IGN pour la période actuelle (1950 à aujourd'hui).

### Voies de communication et transports
Les principales voies de communication routière qui se croisent dans le village sont la route départementale D 148 qui mène vers le nord en direction soit de Saint-Vivien-de-Monségur (Gironde) soit de Saint-Géraud et vers l'est à Castelnau-sur-Gupie, la route départementale D 239 qui conduit vers le sud-sud-ouest à l'entrée de Sainte-Bazeille, à la route départementale D 813, anciennement RN 113, (Bordeaux-Marseille ou plus proche La Réole-Marmande) ; depuis cette D 239, commence la route départementale D 259 qui mène vers l'ouest à Saint-Martin-Petit.
L'accès à l'autoroute A62 (Bordeaux-Toulouse) le plus proche est le no 5, dit de Marmande, distant de 16 km par la route vers le sud, le no 4, dit de La Réole, étant distant de 20 km par la route vers le sud-ouest.
La gare SNCF la plus proche sont celle de Sainte-Bazeille distante de 3,5 km vers le sud-sud-ouest, sur la ligne Bordeaux-Sète du TER Aquitaine. Sur la même ligne, les gares de La Réole et de Marmande offrant plus de trafic se trouvent respectivement à 13 km vers l'ouest et 9 km vers le sud-est.

### Risques majeurs
Le territoire de la commune de Lagupie est vulnérable à différents aléas naturels : météorologiques (tempête, orage, neige, grand froid, canicule ou sécheresse), inondations, mouvements de terrains et séisme (sismicité très faible). Un site publié par le BRGM permet d'évaluer simplement et rapidement les risques d'un bien localisé soit par son adresse soit par le numéro de sa parcelle.
Certaines parties du territoire communal sont susceptibles d’être affectées par le risque d’inondation par une crue à  débordement lent de cours d'eau, notamment la Gupie et le Ruisseau du Loup. La commune a été reconnue en état de catastrophe naturelle au titre des dommages causés par les inondations et coulées de boue survenues en 1982, 1983, 1994, 1999, 2009 et 2018,.
Les mouvements de terrains susceptibles de se produire sur la commune sont des tassements différentiels.

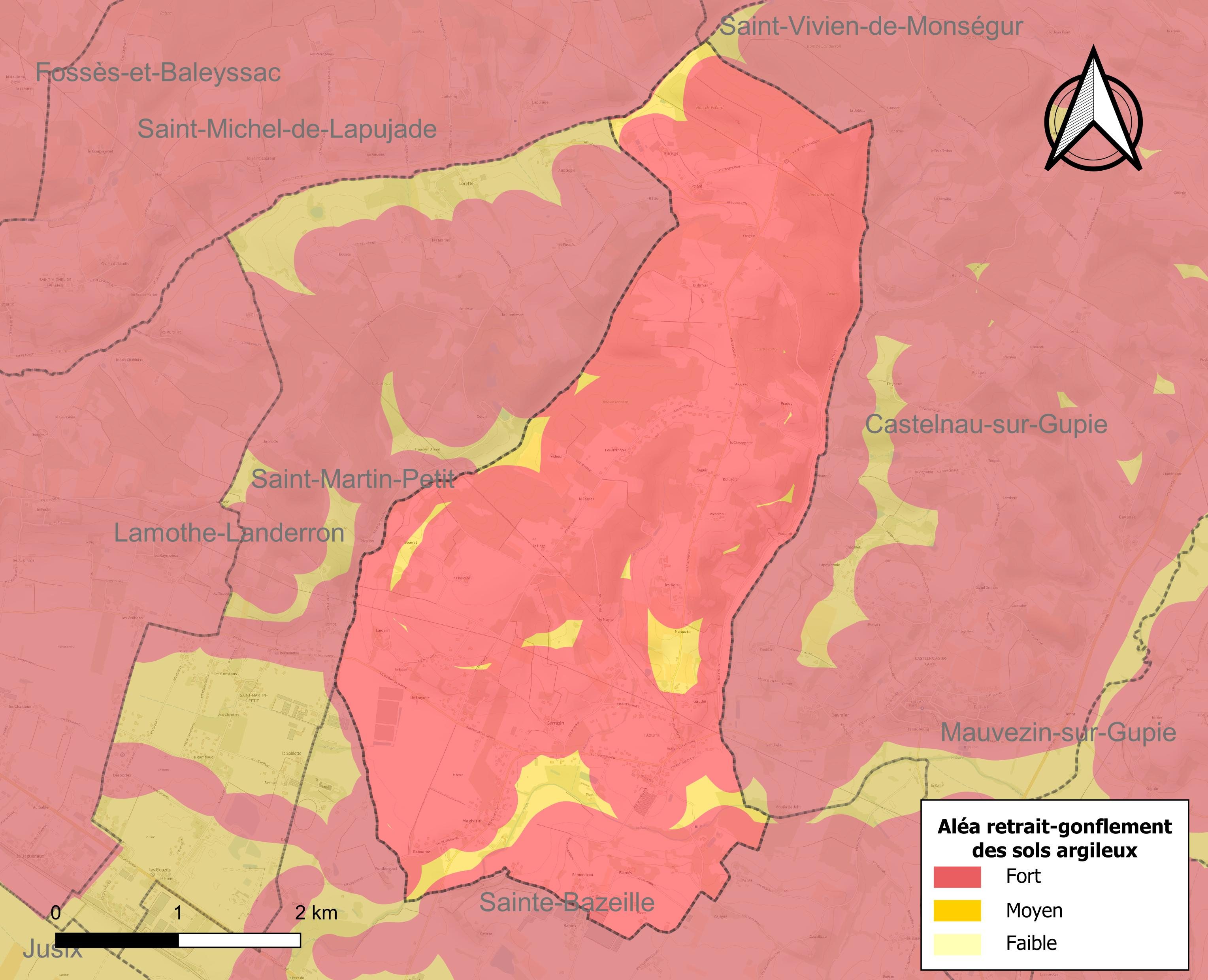
Carte des zones d'aléa retrait-gonflement des sols argileux de Lagupie.

Le retrait-gonflement des sols argileux est susceptible d'engendrer des dommages importants aux bâtiments en cas d’alternance de périodes de sécheresse et de pluie. La totalité de la commune est en aléa moyen ou fort (91,8 % au niveau départemental et 48,5 % au niveau national). Depuis le 1er octobre 2020, en application de la loi ELAN, différentes contraintes s'imposent aux vendeurs, maîtres d'ouvrages ou constructeurs de biens situés dans une zone classée en aléa moyen ou fort,.
Concernant les mouvements de terrains, la commune a été reconnue en état de catastrophe naturelle au titre des dommages causés par la sécheresse en 2003 et 2017 et par des mouvements de terrain en 1999.

## Toponymie
Le nom de la commune provient de celui du cours d’eau qui la traverse, la Gupie.
Le nom en gascon est le même.
Les habitants en sont les Gupiais.

## Histoire
À la Révolution, deux curés successifs refusèrent de prêter serment à la constitution civile du clergé et furent exilés en Espagne.

## Politique et administration
| Période                                  | Période  | Identité            | Étiquette | Qualité |
| ---------------------------------------- | -------- | ------------------- | --------- | ------- |
| Les données manquantes sont à compléter. |          |                     |           |         |
| 1792                                     | 1798     | Arnaudet            |           |         |
|                                          |          |                     |           |         |
| 1969                                     | 1976     | Germain Sere        |           |         |
| 1976                                     | 1997     | Pierre Jarrousse    | PCF       |         |
| 1997                                     | mai 2020 | Jean-Max Martin     |           |         |
| mai 2020                                 | En cours | Anne-Marie Chaumont |           |         |

## Population et société

### Démographie
L'évolution du nombre d'habitants est connue à travers les recensements de la population effectués dans la commune depuis 1793. Pour les communes de moins de 10 000 habitants, une enquête de recensement portant sur toute la population est réalisée tous les cinq ans, les populations de référence des années intermédiaires étant quant à elles estimées par interpolation ou extrapolation. Pour la commune, le premier recensement exhaustif entrant dans le cadre du nouveau dispositif a été réalisé en 2007.

En 2022, la commune comptait 686 habitants, en évolution de −6,92 % par rapport à 2016 (Lot-et-Garonne : −0,18 %, France hors Mayotte : +2,11 %).
| 1793 | 1800 | 1806 | 1821 | 1831 | 1836 | 1841 | 1846 | 1851 |
| ---- | ---- | ---- | ---- | ---- | ---- | ---- | ---- | ---- |
| 464  | 381  | 493  | 566  | 609  | 599  | 585  | 572  | 543  |

| 1856 | 1861 | 1866 | 1872 | 1876 | 1881 | 1886 | 1891 | 1896 |
| ---- | ---- | ---- | ---- | ---- | ---- | ---- | ---- | ---- |
| 540  | 531  | 501  | 519  | 514  | 529  | 482  | 433  | 447  |

| 1901 | 1906 | 1911 | 1921 | 1926 | 1931 | 1936 | 1946 | 1954 |
| ---- | ---- | ---- | ---- | ---- | ---- | ---- | ---- | ---- |
| 476  | 450  | 430  | 361  | 342  | 371  | 395  | 354  | 396  |

| 1962 | 1968 | 1975 | 1982 | 1990 | 1999 | 2006 | 2007 | 2012 |
| ---- | ---- | ---- | ---- | ---- | ---- | ---- | ---- | ---- |
| 349  | 348  | 343  | 460  | 513  | 489  | 562  | 572  | 751  |

| 2017 | 2022 | - | - | - | - | - | - | - |
| ---- | ---- | - | - | - | - | - | - | - |
| 713  | 686  | - | - | - | - | - | - | - |

### Événements et associations
- Fête annuelle le 3e week-end de juin avec feu d'artifice, représentations de théâtre, concours de pétanque, lotos, vide-greniers, expositions, kermesses des écoles, rallye automobiles, repas festifs, randonnées, tournoi de cricket,
- Dans la commune, sont constituées diverses associations, telles que la société de pétanque, la société de chasse, l’atelier de théâtre, le club de tennis, le club des aînés ruraux, l’association de parents d’élèves.

## Économie

### Agriculture
Viticulture : côtes-du-marmandais (A.O.C.).

### Entreprises et commerces
Au cœur du village, il existe en plus des services habituels de proximité : la mairie et son école primaire, une salle des fêtes ouverte à la location, une bibliothèque.
Il existait un commerce multi-services (épicerie, presse, dépôt de pain et viennoiseries, service pressing, dépôt de gaz, bar...), fermé en 2016.
La commune compte, sur son territoire, plusieurs artisans, professions libérales ou industries.
La commune bénéfice du dispositif appelé « Zone de revitalisation rurale », qui octroie des réductions de charges pendant trois ans.
À proximité, dans les communes voisines et à moins de 1,5 km, se trouvent, également, médecins, pharmacies, dentistes, kinésithérapeute, le bureau de poste, banque, gare (TER), centre de loisirs.

## Culture locale et patrimoine

### Lieux et monuments
- L'église Saint-Jean-Baptiste., d’architecture romane, construite au XIIe siècle, a vu son clocher remplacé par une flèche en 1869[28] ; elle est classée au titre des monuments historiques depuis 1925[29] pour son fronton.
- Le chemin de croix situé dans le cimetière la ceignant datant de la fin XIXe est également protégé[30].
- Le monument aux morts, situé à l'entrée du cimetière, surmonté de la statue du Poilu au repos, réalisée par Étienne Camus.

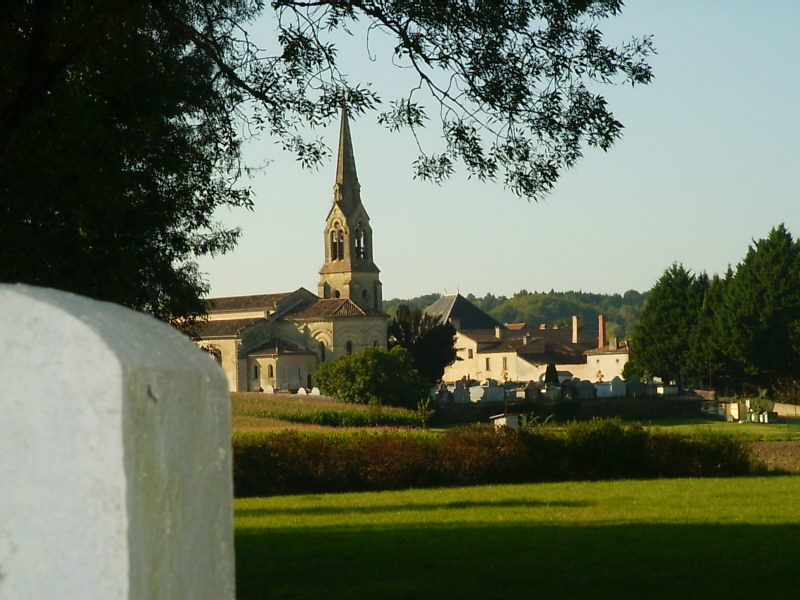
Vue du village (déc. 2008).
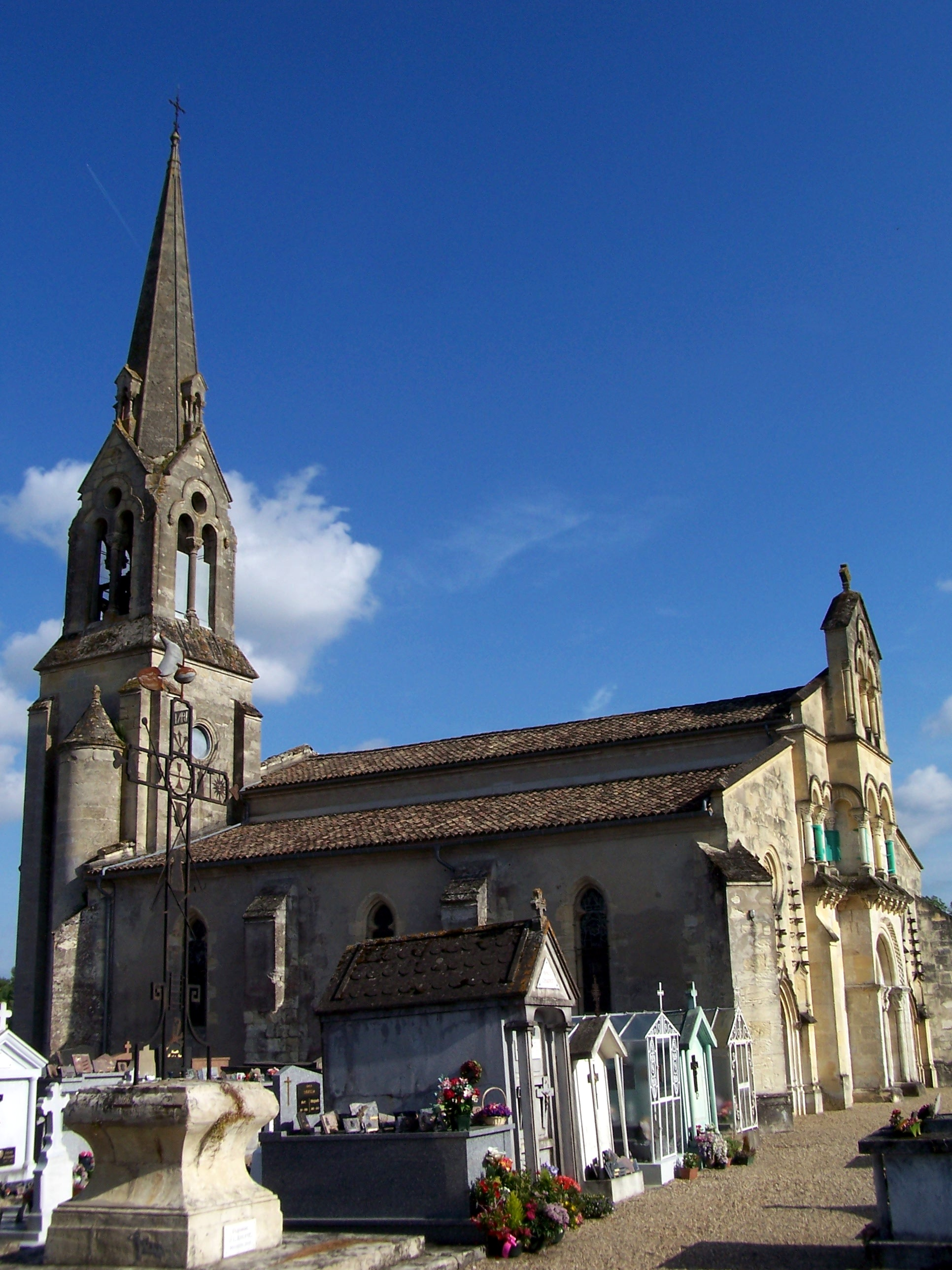
L'église Saint-Jean-Baptiste (juin 2013).
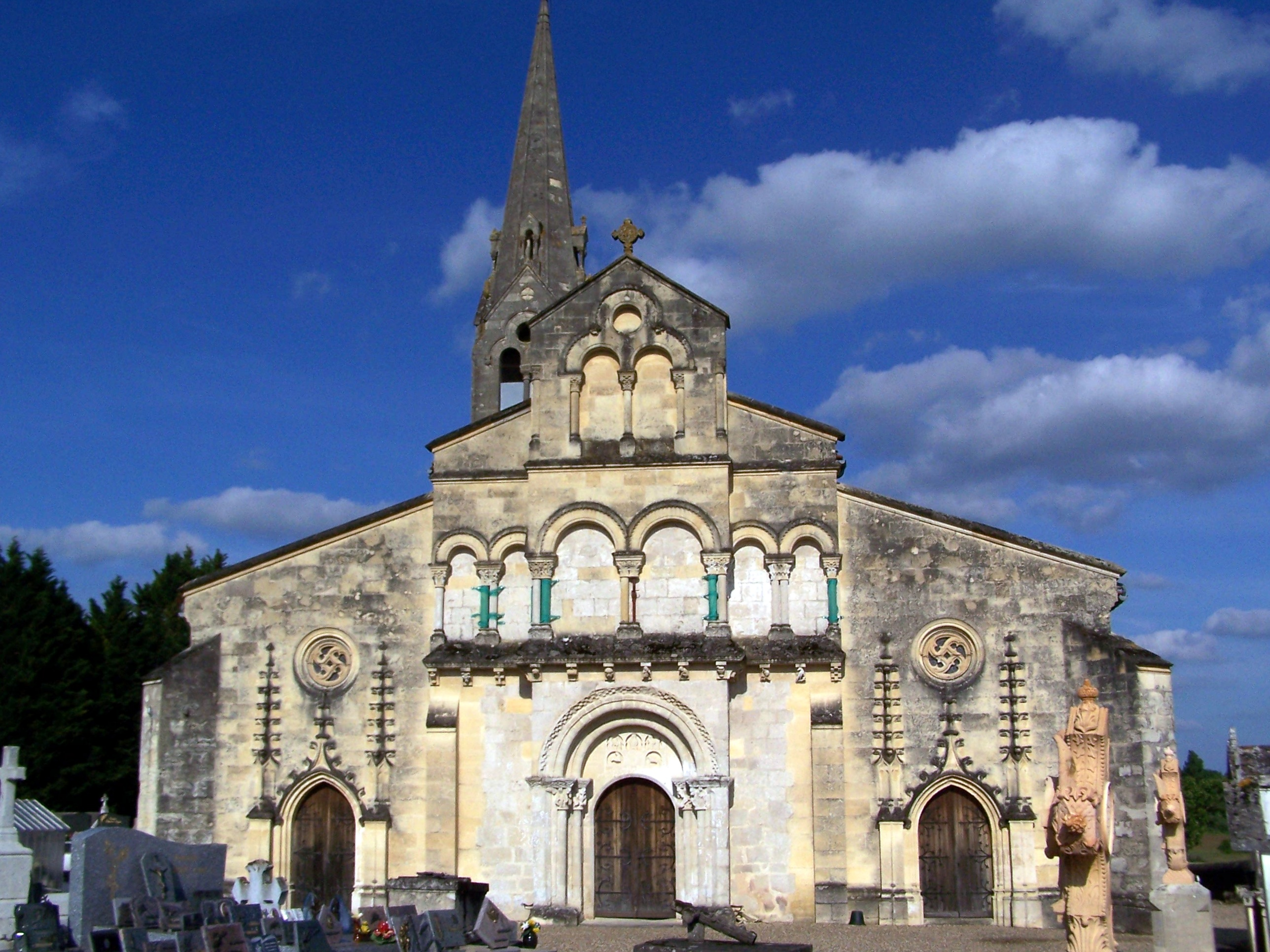
La façade de l'église Saint-Jean-Baptiste (juin 2013).
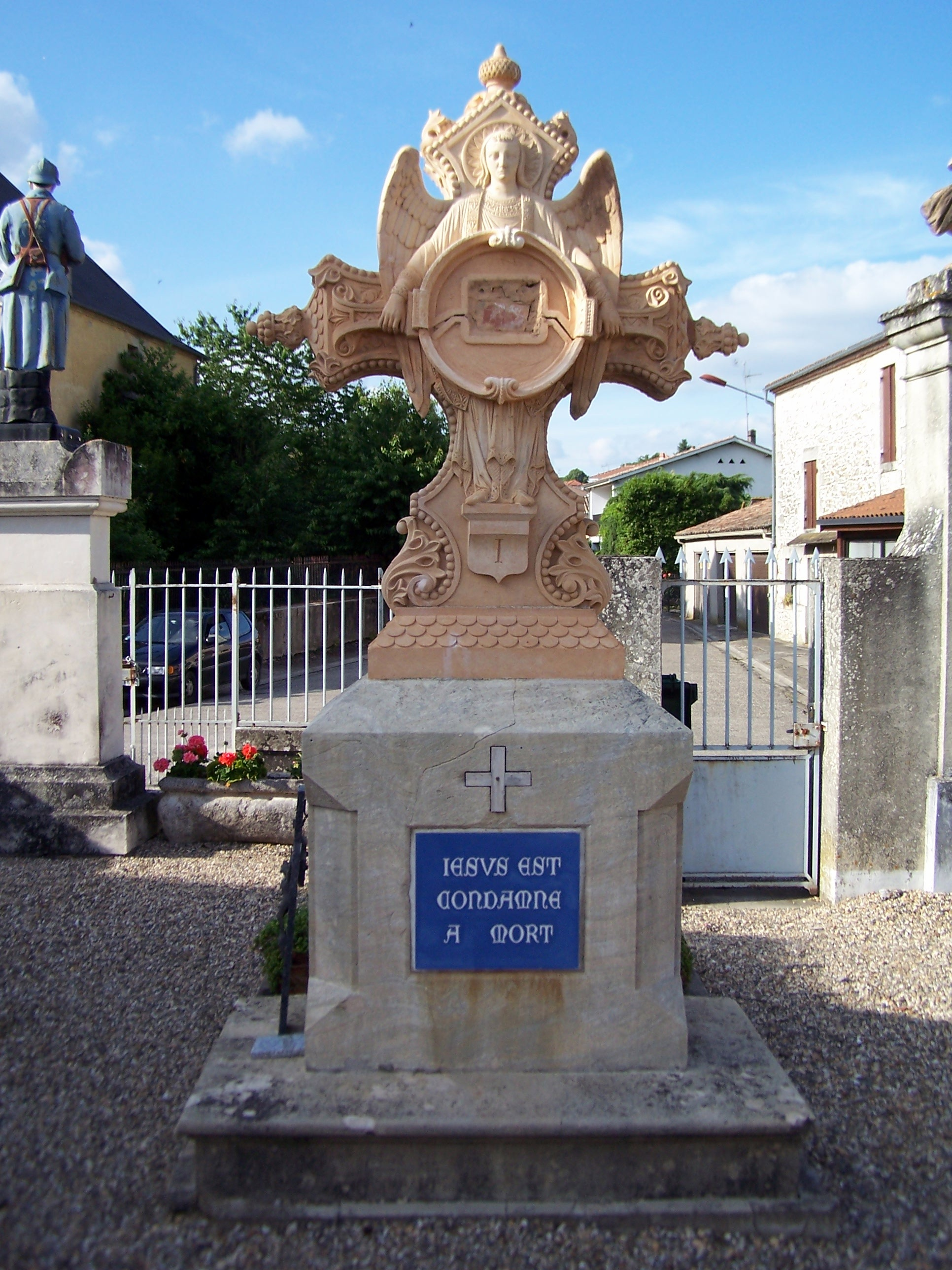
La première station du chemin de croix (juin 2013)
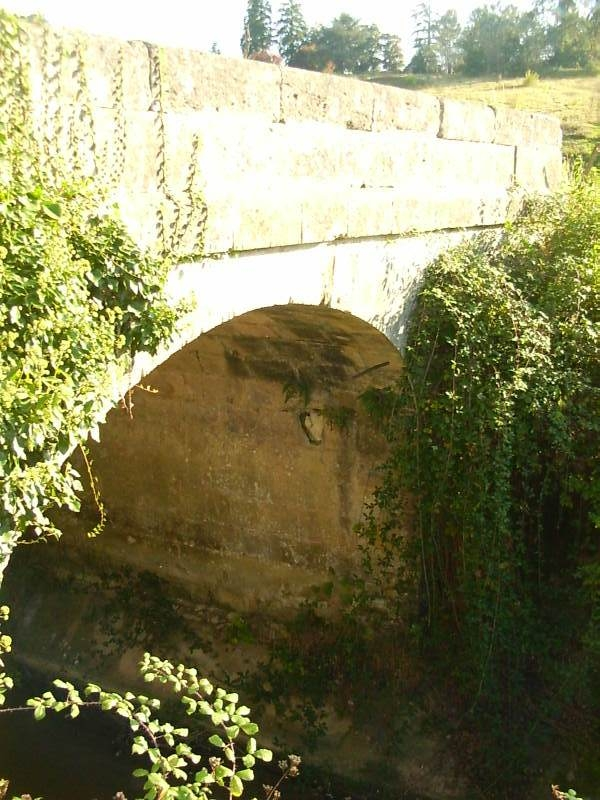
Pont sur la Gupie (déc. 2008).
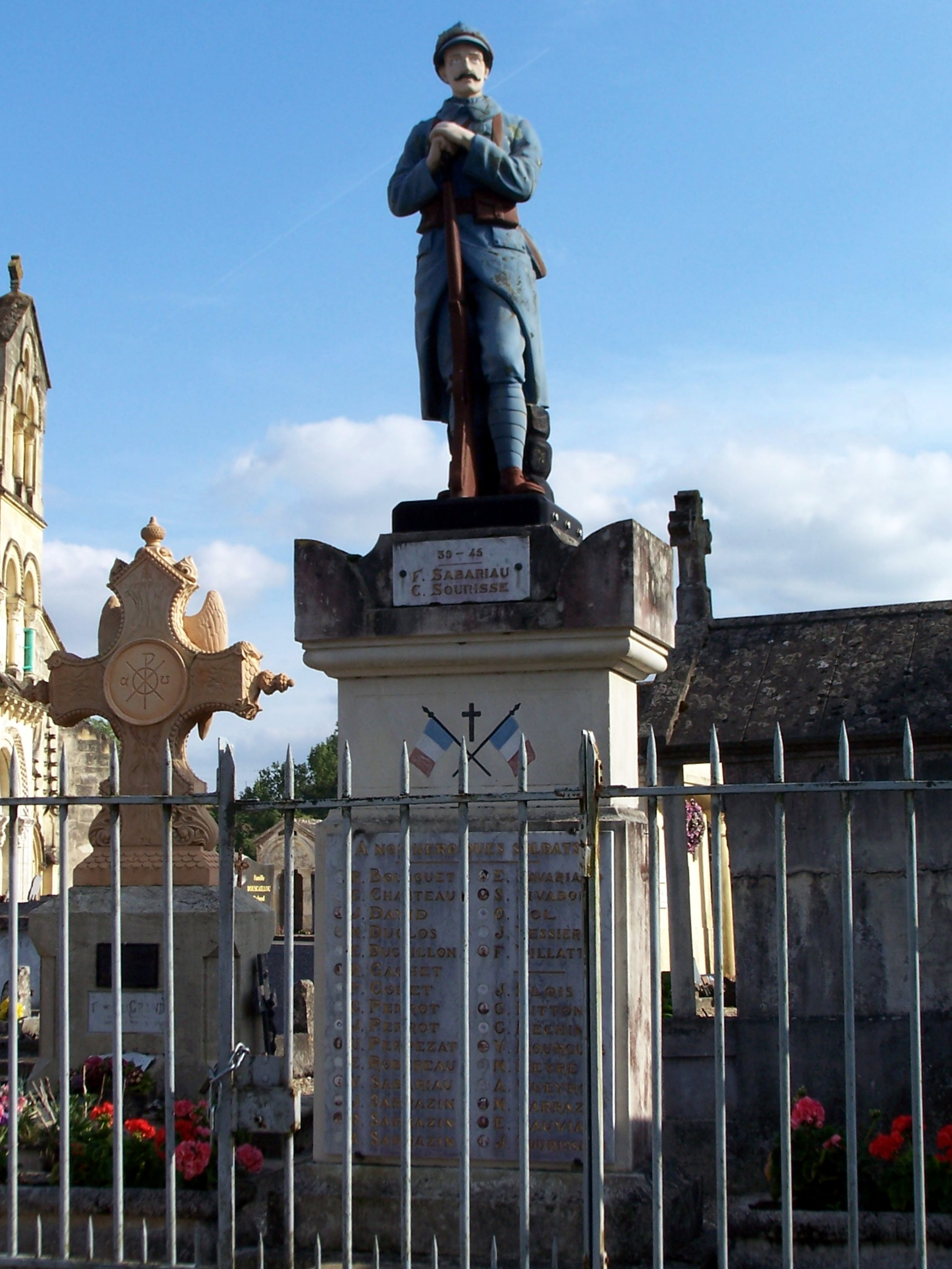
Le monument aux morts (juin 2013).

### Tourisme et loisirs
Le village offre la possibilité de pêches sur ses berges ombragées pour taquiner la truite et apercevoir les vestiges d’anciens moulins à eau.
Ses routes sillonnant la campagne, ses sentiers ombragés, sont propices aux balades à pied, à vélo ou à cheval.

### Personnalités liées à la commune
- Michel Leiris ethnologue et écrivain, fut démobilisé à Lagupie le 2 juillet 1940 et y séjourna plusieurs jours[32] puis, à la suite de l'occupation de la zone libre, y fit cacher chez des amis son beau-père Daniel-Henry Kahnweiler.